# Thur Himmighoffen

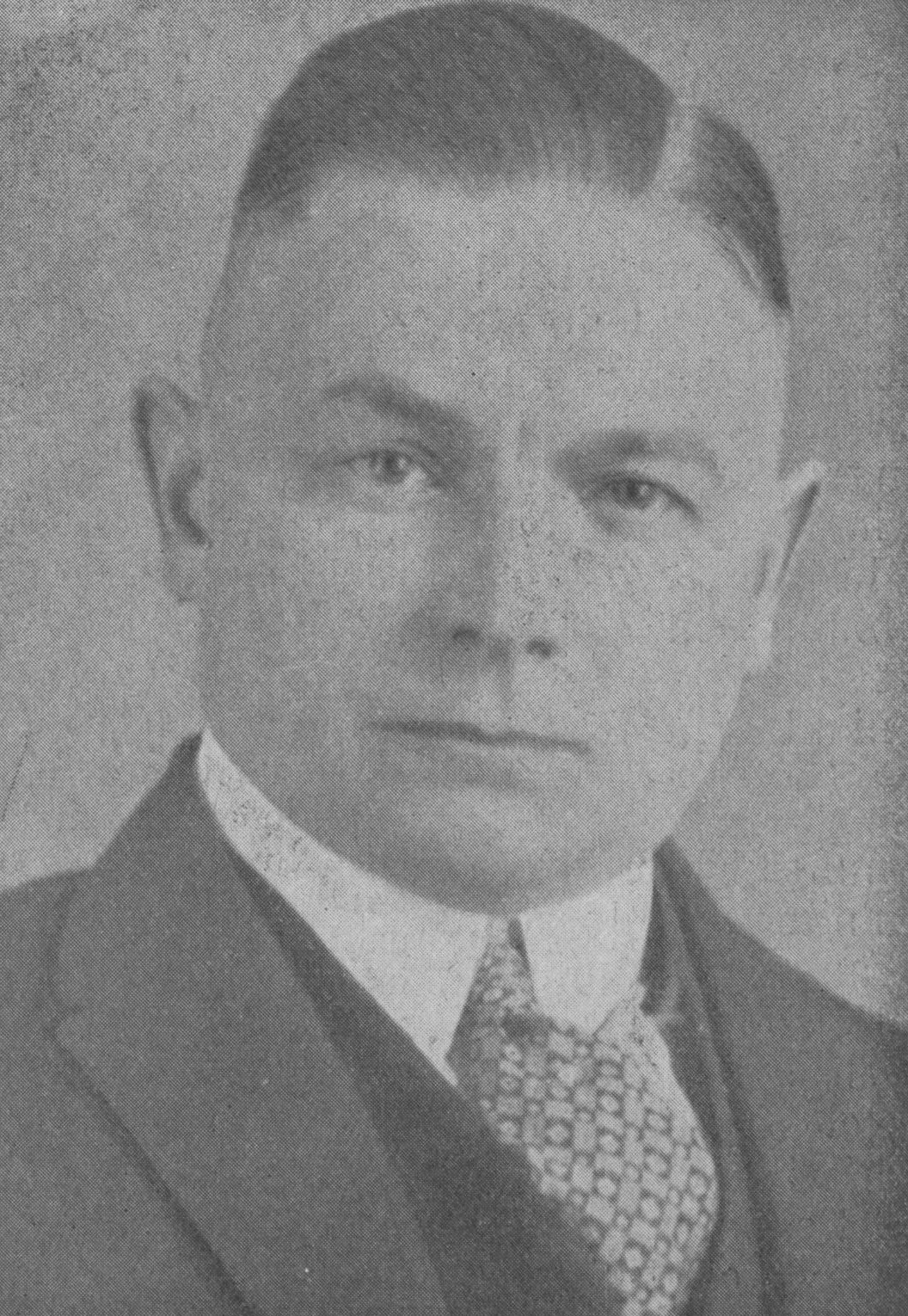
Thur Himmighoffen, um 1926

Thur Himmighoffen (* 26. März 1891 in Eisenach; † 12. November 1944 in Böblingen) war ein deutscher Theaterregisseur und Intendant. 

## Berufliche Laufbahn
Vor dem Ersten Weltkrieg war Himmighoffen als Schauspieler im Theater Freiburg (i. Breisgau) tätig. Nach dem Ersten Weltkrieg setzte Himmighoffen seine künstlerische Laufbahn vorwiegend als Regisseur und später als Intendant an unterschiedlichen Häusern fort.

### Berlin, 1919 bis 1925
Thur Himmighoffen führte zwischen 1919 und 1925 unter der Intendanz von Leopold Jessner am Preußischen Staatstheater Berlin Regie, gehörte jedoch nicht zu dessen favorisierten Dramaturgen.

### Lübeck, 1925 bis 1929
In Stadttheater und Kammerspiele Lübeck war Himmighoffen von 1925 bis 1929 leitender Direktor. Er inszenierte u. a. publikumswirksam Georg Büchners „Woyzeck“.

### Braunschweig, 1929 bis 1933
Thur Himmighoffen wechselte von Lübeck an das mehrspartige Staatstheater Braunschweig. Dort war er bis zur Spielzeit 1932/33 tätig.

### Karlsruhe, 1933 bis 1944
Zum 1. Mai 1933 trat Himmighoffen der NSDAP bei (Mitgliedsnummer 2.801.428). Im August 1933 wurde er an das Badische Staatstheater Karlsruhe berufen. Seinen Vorgänger Hans Waag hatten die neuen Machthaber entlassen. 1935 wird Thur Himmighoffen Generalintendant.
Am 12. November 1944 nahm sich Himmighoffen das Leben. Im offiziellen Nachruf heißt es, Hauptmann Himmighoffen sei auf einer Dienstfahrt tödlich verunglückt.